# Heilig Kreuz (Forstenried)

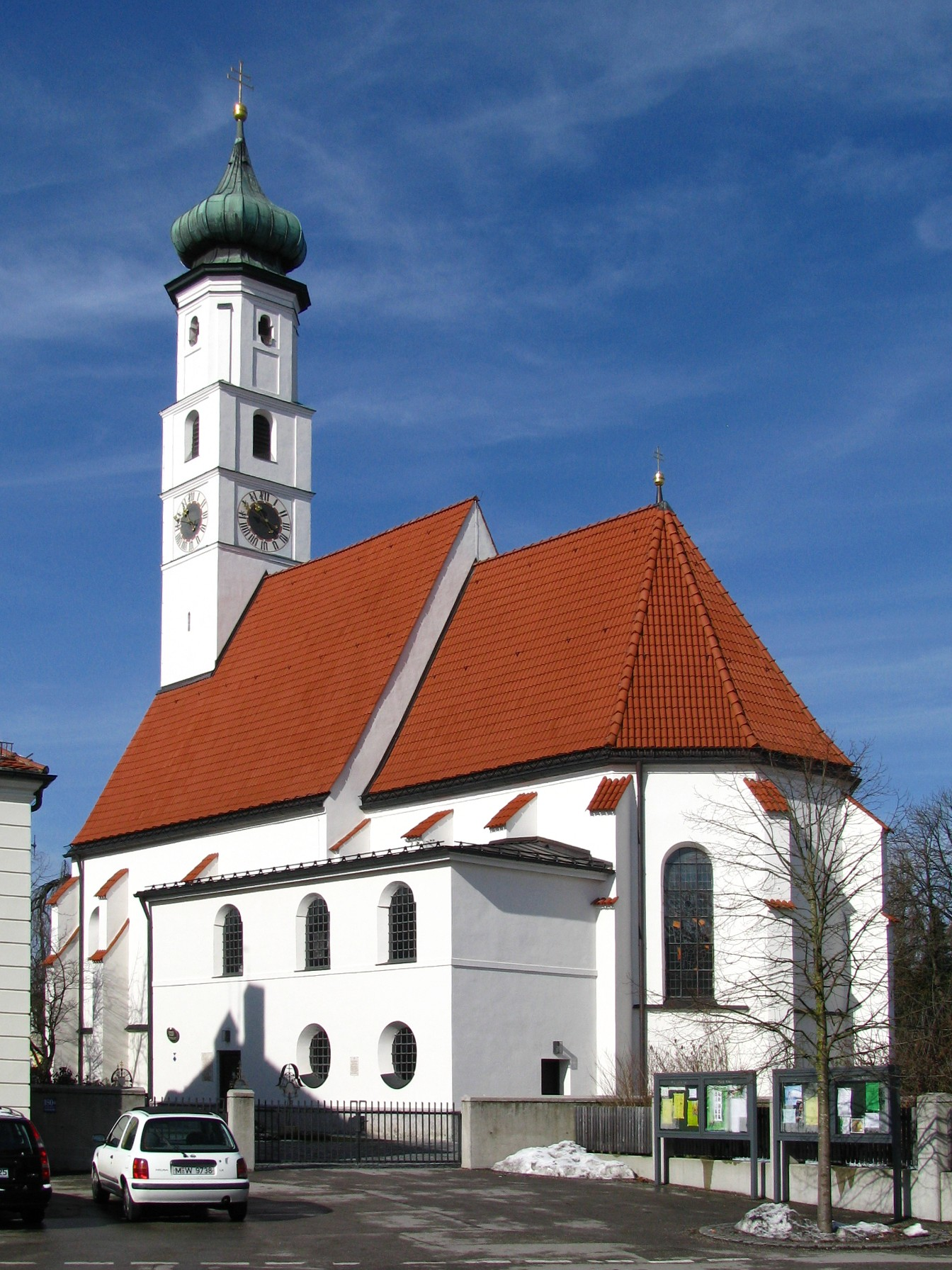
Ansicht von Süd-Ost

Heilig Kreuz ist ein Kirchengebäude der römisch-katholischen Kirche in Forstenried, einem Stadtteil von München in Bayern. Die Kirche ist dem Heiligen Kreuz geweiht und dient der Pfarrei Heilig Kreuz im Pfarrverband Forstenried als Pfarrkirche. Sie beherbergt das Forstenrieder Kruzifix, ein romanisches Kruzifix, dem Wunderwirkung zugeschrieben wurde und das dadurch Forstenried zu einem Wallfahrtsort machte. Das Bauwerk ist zusammen mit dem umgebenden Kirchfriedhof als Baudenkmal in die Bayerische Denkmalliste eingetragen.

## Lage

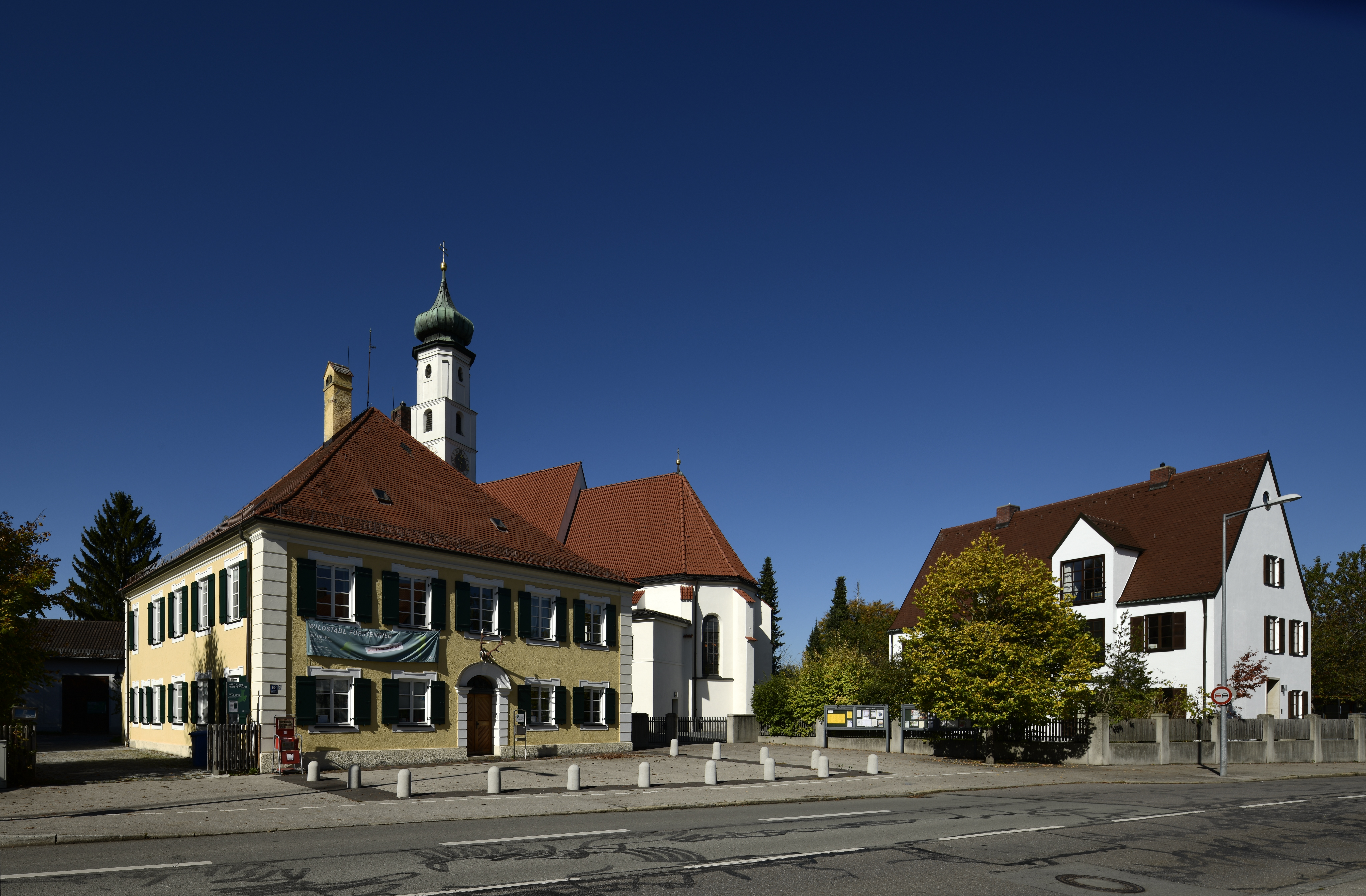
Lage im Ortskern von Forstenried

Die Pfarrkirche Heilig Kreuz steht im historischen Dorfkern des heutigen Münchner Stadtteils Forstenried an der Forstenrieder Allee etwas zurückgesetzt von der Straße und gegenüber dieser leicht erhöht. Die Kirche ist von einem Kirchfriedhof umgeben. Ihre Orientierung weicht von der idealen Ostung um etwa 15° nach Norden ab.
Nördlich der Kirche liegt das Pfarrhaus, südlich von ihr das Forsthaus Forstenried. Schräg gegenüber auf der anderen Straßenseite liegt der Gasthof Alter Wirt.

## Geschichte

Hochaltar mit romanischem Kruzifix

Im 12. Jahrhundert ist in Forstenried, das damals dem Kloster Polling gehörte, eine dem Apostel Bartholomäus geweihte Kapelle bezeugt. Dieses Patrozinium weist auf eine Entstehungszeit um 1000 hin. Im Jahr 1194 bekam Forstenried, das der  Pfarrei Neuried-Gräfelfing zugeordnet war, mit dem Tauf- und Bergäbnisrecht eigene pfarrliche Rechte, aber noch keinen eigenen Pfarrherrn. Erst 1433 ist Forstenried als eine dem Sift Polling einverleibte Pfarrei mit einem als Pfarrvikar wirkenden Benefiziaten nachgewiesen.
Nach einer Legende wurde 1229 ein romanisches Kruzifix von der Burg Andechs hierher gebracht. Diese Legende beruht auf nachträglichen Eintragungen im Andechser Missale, die mittlerweile als Fälschungen aus dem späten 14. Jahrhundert angesehen werden. Allgemein wird daher angenommen, dass das Kreuz zumindest seit Ende des 14. Jahrhunderts in Forstenried ist. Dem Kreuz wurde Wundertätigkeit zugeschrieben, und dadurch wurde Forstenried zum regelmäßigen Ziel von Wallfahrten. Dafür wurde die Bartholomäuskapelle bald zu klein, so dass der Bau einer größeren Kirche erforderlich wurde.
Dieser Neubau wurde im zweiten Drittel des 15. Jahrhunderts im Stil der Spätgotik errichtet und hatte den Titel Heilig Kreuz, der jedoch erst 1524 belegt ist.   1672 wurde die Kirche durch Kaspar Zuccalli im barocken Stil umgestaltet. Erneuter Zustrom von Pilgern war auch Anlass für die barocke Umgestaltung. Der Turm wurde im ersten Drittel des 17. Jahrhunderts erhöht und mit einer Zwiebelhaube ausgestattet. Die Rokoko-Ausstattung des Kircheninneren wurde 1749 geschaffen.
Mit der Säkularisation 1803 endete die Zugehörigkeit Forstenrieds zu den Augustiner-Chorherren in Polling, aus deren Reihen immer wieder Seelsorger in Forstenried wirkten wie Augustin Fastl, Franz Töpsl und Sebastian Seemiller. Der für Wallfahrtskirchen charakteristische Nordeingang wurde durch einen Eingang auf der Südseite der Kirche ersetzt. Als Zeugnisse der Rolle von Heilig Kreuz als Wallfahrtskirche finden sich noch heute Wegkreuze am Ortsrand von Forstenried.
Im Jahr 1949 wurde das zeitweise umgestaltete Kreuz auf seine ursprüngliche romanische Form zurückgeführt, der Altar vereinfacht und die beiden Figuren zu Seiten des Kreuzes aufgestellt. Von 1985 bis 1986 wurde der Innenraum instand gesetzt, Modifikationen der Rokokoausstattung rückgängig gemacht.

## Architektur

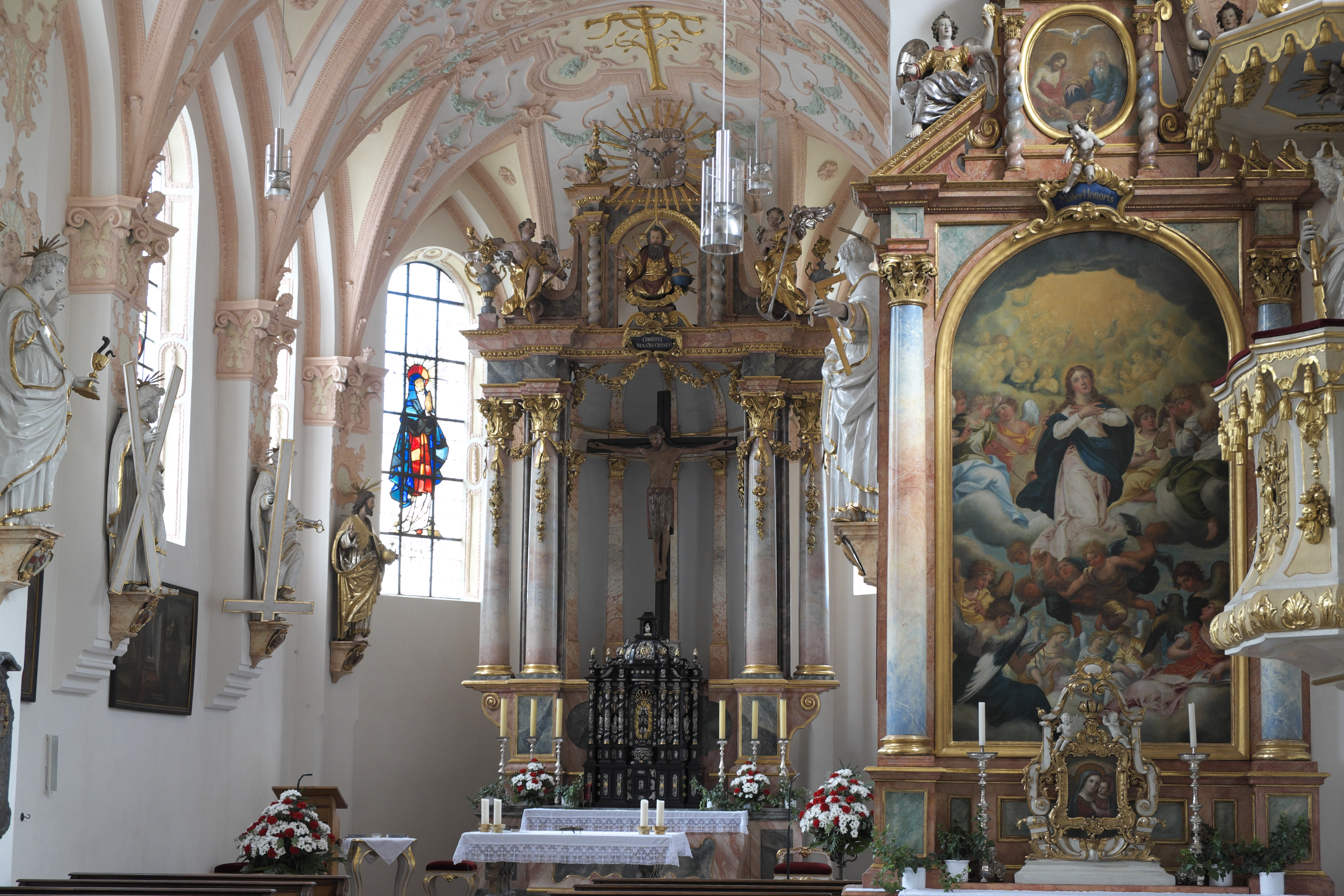
Innenansicht

Das Langhaus der Kirche im Westen trägt ein Sattel-, der eingezogene Chor ein Walmdach. Die Wände sind von Strebepfeilern an der Außenseite gestützt. Der Turm ist in das Langhaus eingebaut, auf quadratischem Grundriss im unteren Teil, auf achteckigem im oberen.
Das reich stuckierte, an den Enden spitz auslaufende Tonnengewölbe im Kircheninneren ist ein barocker Umbau des ursprünglichen Kreuzrippengewölbes.

## Ausstattung
Bedeutendstes Kunstwerk ist das Forstenrieder Kruzifix, ein romanisches Kruzifix aus der Zeit um 1200, das in byzantinischer Manier bemalt ist. Beide Füße des Heilands sind mit demselben Nagel befestigt; mit dieser Art der Darstellung ist das Forstenrieder Kreuz eines der ersten im deutschen Sprachraum. Die übrige Ausstattung stammt im Wesentlichen aus der Barock- und Rokokozeit.
Das romanische Kreuz ist in den Hochaltar von 1611 integriert. Der hölzerne Tabernakel stammt aus dem Jahr 1700; er ist aus dunklem Holz und reich mit Silber verziert. Der rechte der beiden Seitenaltäre von 1620 trägt ein Gemälde von der Himmelfahrt Marias, ein Werk Johann Matthias Kagers; am linken ist die Beweinung Christi dargestellt. Figuren von Christus, Maria, und den Aposteln an den Wänden werden auf 1620 oder 1672 datiert. Die Kanzel stammt aus dem Jahr 1746. Die Bilder der Kreuzwegstationen schuf Wenzeslaus Albert 1769.

## Orgel

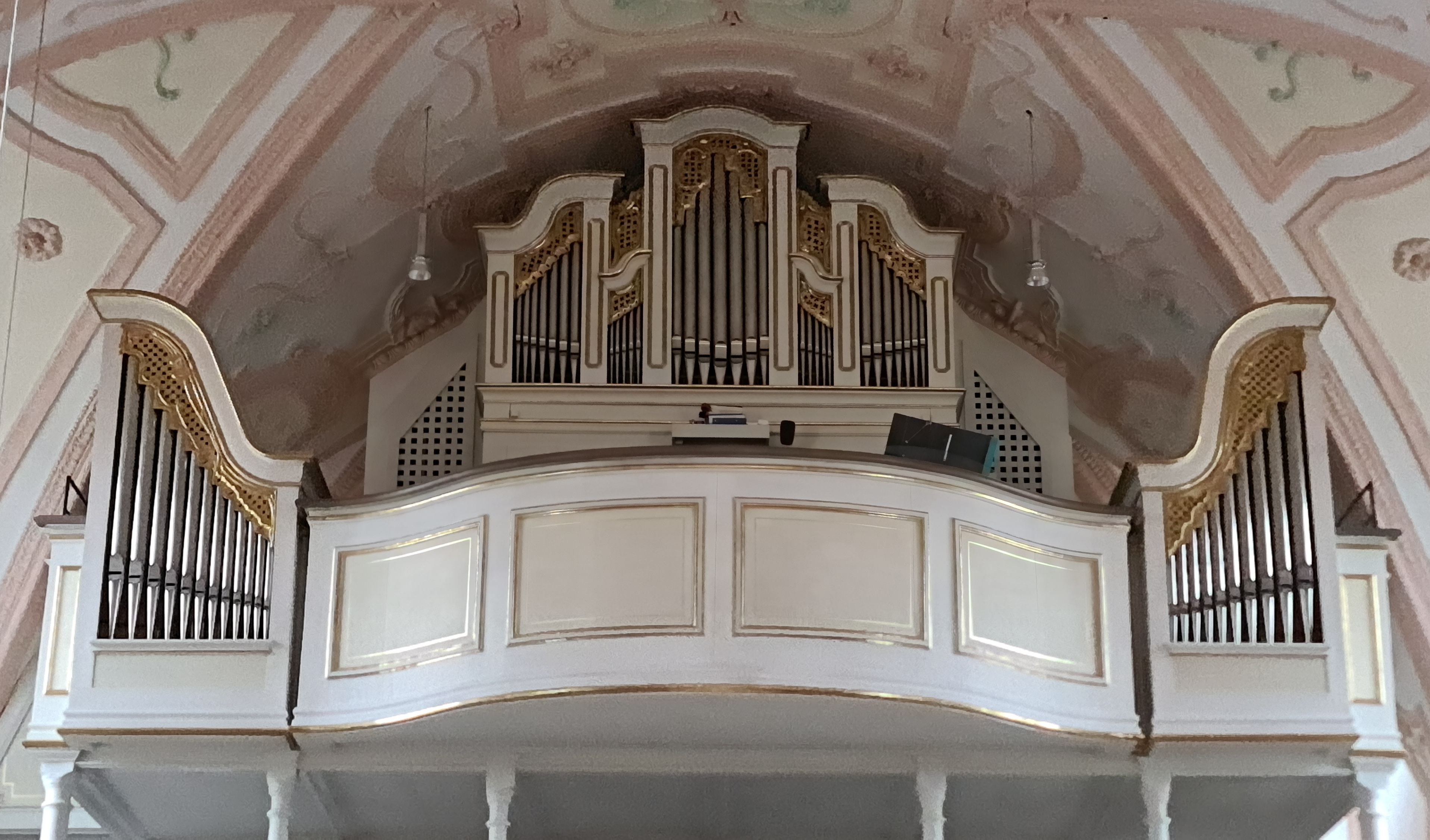
Orgelempore

Die Orgel baute Anton Bayr ursprünglich mit 9 Registern auf einem Manual und Pedal mit Schleiflade und mechanischer Spiel- und Registertraktur. Erhalten ist nur der frühklassizistische Prospekt von 1790, der fünfteilig mit überhöhtem Mittelturm und seitlichen Harfenfeldern gestaltet ist. Das zweiteilige Rückpositiv ist seitlich an der Emporenbrüstung angebracht.
Das heutige zweimanualige Werk stammt von Georg Jann aus dem Jahr 1978. Es verfügt über 17 Register und hat folgende Disposition:
| I Hauptwerk C–g3 |       |
| Rohrflöte        | 8′    |
| Salicional       | 8′    |
| Praestant        | 4′    |
| Holzflöte        | 4′    |
| Pommer           | 2′    |
| Sesquialter II   |       |
| Mixtur IV–VI     | 1 ⁄3′ |
| Tremulant        |       |

| II Rückpositiv C–g3 |      |
| Gedackt             | 8′   |
| Hohlflöte           | 4′   |
| Blockflöte          | 2′   |
| Oktave              | 1′   |
| Cymbel III          | 1⁄2′ |
| Krummhorn           | 8′   |
| Tremulant           |      |

| Pedal C–f1 |     |
| Subbaß     | 16′ |
| Baßflöte   | 8′  |
| Nachthorn  | 4′  |
| Fagott     | 16′ |

- Koppeln: II/I, I/P, II/P

## Glocken
Von den seit dem 19. Jahrhundert in dem  Glockenturm der Kirche hängenden drei Glocken hat nur eine den Zweiten Weltkrieg überstanden. Sie wurde 1702 von Johann Christoph Thaller in München gegossen. 1953 wurde sie durch drei Bronzeglocken der Glockengießerei Rudolf Perner aus Passau ergänzt, die im Paternoster-Motiv (zwei große Sekunden) disponiert sind.
| Nr. | Gussjahr | Gießer                            | Masse / (kg) | ∅ / (mm) | Schlagton | Widmung                                |
| --- | -------- | --------------------------------- | ------------ | -------- | --------- | -------------------------------------- |
| 1   | 1953     | Rudolf Perner, Passau             |              | 888      | a1        | den Opfern des Zweiten Weltkriegs      |
| 2   | 1953     | Rudolf Perner, Passau             |              | 763      | h1        | Maria, der Königin des Friedens        |
| 3   | 1953     | Rudolf Perner, Passau             |              | 699      | cis2      | dem Mit-Kirchenpatron St. Bartholomäus |
| 4   | 1702     | Johann Christoph Thaller, München |              | 620      |           |                                        |